# 混沌星際戰士
混沌星際戰士是戰鎚40000裡一支虛構的軍隊，他們原本是星際戰士的一員，但是後來墮落、投往混沌的邪神。由於他們曾經是星際戰士，他們遂有著和星際戰士相同的強大戰力。他們投靠的邪神又賜予他們強大的惡魔力量，使得他們有了施行各種法術的能力，在背叛帝國的萬年來，他們一直是對人類的重大威脅。

## 混沌星際戰士軍團（Chaos Space Marines Legion）
荷魯斯之亂中有九個軍團被混沌邪神腐化而叛變，叛亂失敗後退入異次元空間的「恐懼之眼」（Eye of Terror），成為時常發動「黑色聖戰」侵擾帝國疆域的混沌星際戰士軍團。
- 帝皇之子（Emperor's Children）：原軍團編號Ⅲ，是唯一被授予帝皇之名的軍團。由於其基因原體富根（Fulgrim）的喜好，軍團對於使用戰術追求完美勝利的欲望，要較其他軍團來得強烈許多，同時也熱愛文化和藝術，喜愛以各種藝術品裝飾其盔甲與載具。盔甲為粉紫色輔以黑色，圖騰則是一面羽翼與滴血的利爪。帝皇之子在叛亂後，投入了縱慾王子色孽的麾下，以尋求身心的極致快感而在帝國各處不斷掀起凌虐與屠殺。
- 鋼鐵戰士（Iron Warriors）：原軍團編號Ⅳ，是以重火力和攻城戰取勝的軍團，盔甲為灰色配上黑黃兩色，圖騰則是一副鋼鐵面具。鋼鐵戰士在叛亂前，即與性質雷同的帝國之拳有相當大的嫌隙，在賀拉斯揭起反旗後，更迅速投入叛亂中，並在泰拉會戰中與鎮守泰拉的宿敵帝國之拳連番惡戰。賀拉斯死後，鋼鐵戰士退入了恐懼之眼，並持續以帝國之拳為首要目標發起攻擊，甚至在鐵籠會戰（Iron Cage）中徹底重創了帝國之拳。
- 午夜領主（Night Lords）：原軍團編號Ⅷ，是擅於利用夜間突襲和恐怖手段來擊潰對手心防的軍團；盔甲為藍紫色鑲金邊，圖騰則是蝙蝠頭骨與紅色的惡魔雙翼。午夜主宰在叛亂後，由於未受到太大的損傷，因此仍維持著幾近完整的編制，在未向任何一支混沌邪神勢力靠攏的情況下，成為帝國東部的隱憂之一。
- 吞世者（World Eaters）：原軍團編號Ⅻ，是一支極端追求近戰對決的軍團，進攻方式也以肉搏戰為主。盔甲為紅色鑲金邊，圖騰則是一吞噬星球的巨口。吞世者在叛變後，成為了血神恐虐的崇拜者，血祭和戰鬥中無差別的屠殺則是其最大的特徵。Skalathrax 戰役爆發導致吞世者四分五裂。起先，這是一場對抗帝皇之子的戰役，然而隨著卡恩開始攻擊他自己的部下時，整個戰役瞬間升級。拒絕迴避Skalathrax 致命的寒夜的卡恩燒毀了他們的庇護所，並且促使各個留在Skalathrax 上的戰友們不顧一切的自相殘殺。這最終使得整個軍團分裂為無數戰幫。
- 死亡守衛（Death Guards）：原軍團編號ⅩⅣ，是一支長於特種作戰，可以適應各種極端環境的軍團。盔甲為腐綠色，圖騰則是三顆骷顱頭。荷鲁斯在預備反叛前，即靠著死亡守衛基因原體莫塔里安（Mortarion）對他的完全信任，輕鬆地說服他們投入麾下；然而死亡守衛在前往泰拉參戰的路途中，卻因為內部混沌信徒的操弄，使得軍團被困在航行的異次元空間中，甚至不幸地爆發了毀滅者瘟疫。在即將毀滅的前夕，莫塔里安選擇屈服於疫病之主納垢，以換取軍團成員的存活，但也自此成為一群困在盔甲內腐爛、到處散發疫病的戰士。
- 千子（Thousand Sons）：原軍團編號ⅩⅤ，是一支人數稀少、但主要由靈能者所組成，精於謀略與法術的軍團。盔甲為黃藍相間的古埃及式風格，圖騰則是銜尾蛇。千子事實上並未參與叛亂，但其基因原體瑪格努斯（Magnus）在叛亂前甘冒大忌，使用被禁止的靈能通訊向帝皇示警，這一舉動，無疑是災難性的錯誤------撕開的亞空間裂口無意破壞了帝皇的秘密工程而且大量亞空間惡魔從這兒湧出，因而遭到賀拉斯從中煽動太空野狼軍團，以討伐異端之名血洗其母星。最終瑪格努斯在萬念俱灰下，驅使異術將最後的根據地次元轉移至恐懼之眼之內，並率領殘餘部隊成為了詭道之主奸奇的信徒。
- 黑色軍團（Black Legion）：原軍團編號ⅩⅥ，基因原體為荷魯斯.盧沛卡爾（Horus Lupercal），軍團母星是科索尼亞。最早的名稱是影月蒼狼（Luna Wolves），是星際戰士軍團中作戰能力最強的一支，亦是大遠征時期戰功最高的軍團，荷魯斯也因戰功彪炳而被帝皇提拔為帝國戰帥，軍團更獲得帝皇更名為荷魯斯之子（Sons of Horus）。第十六軍團的戰鬥風格務實、不拘一格，傾向於小型和高度靈活的編隊，而不是死硬刻板的戰鬥團。軍團中的星際戰士都是近距離的殺手，他們雖然喜歡衝鋒陷陣，但並不會陷入血花四漸的亂戰中，這些無情鬥士快速而且頻繁地出擊，在對手最薄弱的地方以取巧的閃擊壓垮對方。此外他們也是戰爭高手，擁有獨立作戰的本能和爆發力。當敵人躲在城牆後面時，這些完美的死亡使者都能更快地先發制人。軍團初期的新兵都是來自泰拉全境的各個獵人部族，這些地方孕育了無情和獨立的精神，這正是帝皇希望所建立隨時都可以衝殺的部隊。軍團以為了新生的帝國奪取了月球而聞名，也因此被命名為影月蒼狼。影月蒼狼出擊的方式果斷野蠻，有嗅到對方弱點就衝上去的聲譽，以至於面對他們的敵人都乞求帝皇別讓狼群過來。不久之後，荷魯斯作為第一位被帝皇尋回的基因原體，所以影月蒼狼也是首個與自己原體重新團聚的軍團。及後來自荷魯斯家園世界科索尼亞的眾多凶猛幫派鬥士作為新兵加入，軍團人數開始大幅增長，軍團內部也受到幫派文化影響。於烏蘭諾遠征取得帝國大遠征最重大的勝利後，荷魯斯接受帝皇的提議，重新命名他的軍團，影月蒼狼將他們的狼族標誌換成了炯炯有神的荷魯斯之眼，並將他們的白色盔甲換成了藍綠色的陶鋼盔甲，重生成為荷魯斯之子。在戰帥荷魯斯受混沌四神腐化並發動叛亂後，荷魯斯的幕僚顧問「四王議會」的四位指揮官們對他的叛亂都持有不同態度，最後議會中的兩位指揮官選擇忠於帝皇並帶領軍團內的忠誠派將名稱改回影月蒼狼，一起在伊斯塔萬三號星上與他們叛亂的母團荷魯斯之子死戰，最終全軍覆沒。荷魯斯身為大叛亂的發動者，其軍團荷魯斯之子作為叛變主力，他們參與了荷魯斯之亂幾乎所有的主要戰役，直至荷魯斯於泰拉之戰被帝皇親手殺死後，荷魯斯之子因原體死亡喪失戰意，背棄盟友率先撤離泰拉而遭受其他叛亂軍團敵視，並在之後失去原體領導的情况下被各個叛亂軍團圍攻，荷魯斯之子因此傷亡慘重。四王之一的軍團第一連連長「掠奪者」伊澤凱爾.阿巴頓（Ezekyle Abaddon the Despoiler）統合剩餘的荷魯斯之子主力，成為繼任軍團領袖並再度改名為黑色軍團（Black Legion），盔甲變為全黑色，圖騰則變成一隻混沌之眼。黑色軍團撤退至恐懼之眼後，仍在阿巴頓的率領下不斷進犯帝國邊疆，發起合共十三次黑暗遠征，是一萬年以來帝國最為困擾的敵手。
- 懷言者（Word Bearers）：原軍團編號ⅩⅦ，於叛亂前是極度熱衷於傳播帝國正教信仰的軍團，但因作戰不力遭到帝皇斥責後轉而擁抱混沌，成為第一支墮落的軍團。盔甲為紅色鑲銀邊，圖騰則是一副般若面具。懷言者並不特別崇拜某位混沌神祇，而是對四位邪神均給予相同的尊崇。
- 阿爾法（Alpha Legion）：原軍團編號ⅩⅩ，是擅長情報操作、滲透、離間、敵後作戰等隱密活動的軍團；盔甲為藍色搭配少量綠色，圖騰則是一隻九頭蛇（Hydra）。傳聞阿爾法軍團當年的背叛原因，是他們認為要拯救宇宙就必須毀滅人類(根據小說[軍團])。由於堅持此一信念，使得阿爾法軍團內有較其他軍團更多的混沌信徒，但也讓其成為叛變的九個軍團中，唯一一支未徹底屈服於混沌變異的軍團。至今所能獲得的訊息中，他們似乎仍以自黃金王座中解放帝皇為目標，而與帝國持續交戰。在目前的荷魯斯之亂系列小說中，阿爾法軍團已被證實內部有忠誠派的存在，但是目前他們在叛亂的整體行動仍然不明。唯一可以確定的，即是他們隱匿了不下鋼鐵之手的黑科技還有船艦數量。此外，暗黑天使的針對目標往往不只針對叛變的原軍團成員，阿爾法軍團也在其追捕對象之中。由最初以及最末的軍團，以及帝皇創設的軍團及原體往往有其相對性上，阿爾法軍團有可能在暗黑天使的分裂中扮演了重要角色。

#### 混沌星際戰士戰幫
忠誠的星際戰士會不時有少數人或整個戰團變節或遭受混沌腐化的情形發生，同樣的，混沌星際戰士也會因為不同的原因形成小型的部隊例如會因內鬥、相互攻防等原因而分裂，又或者是原本的散兵受到特定人物吸引而群聚起來，大多數的軍團或戰團因內鬥或相互攻防而分裂成了規模不一的戰幫(Warbands)，這些混沌星際戰士軍團、戰團或戰幫仍持續的侵擾帝國與其他種族。
- 鞭撻者(The Scourged)： 戰團長Gallus Herodicus曾是一位受人尊敬的阿斯塔特修士，直到他的戰團—求真者—被要求去處決無辜之人，對此他深感焦慮，這種不義之舉鞭撻著他的靈魂。在深夜，Herodicus懇求一種方法去了解一個人是否在說謊。不幸的是，大神奸奇（Tzeentch）聽到了，他回應了懇求者。從此刻開始，Herodicus和他的戰友們可以識別出任何一個人說的任何一個謊言，並在不久後正式成為了背叛者。
- 紅海盜（Red Corsairs）：前身為星空之爪（Astral Claws）戰團。星空之爪戰團在M41時期變節，現在稱之為紅海盜，而他們之前的戰團長休倫--更為人所知的稱呼則是「黑心休倫」。星空之爪是在M35中期作為遠征戰團所建立的，他們的母團尚且未知的，儘管對他們的基因種子穩定性和戰鬥策略的推測指向要可能是極限戰士或者是暗黑天使。作為一個變節戰團，他們被宣佈為被逐出帝國的叛徒，並且該戰團的任何記錄都被標記為被銷毀。
- 猩紅屠殺者（Crimson Slaughter）：深紅軍刀的成員們聲稱烏米迪亞的所有公民都陷入了混沌崇拜中。來自異端審判庭的報告將星際戰士們定罪，認定深紅軍刀的行動遠遠超出了剷除某些隱藏邪教的範圍，而是一種屠宰行為。與此同時，深紅軍刀們開始出現奇怪的症狀。他們的多重心跳毫無目的地加速到巔峰值，或者開始有一種不祥的預感，彷彿有某種看不見的迷霧正在包圍著他們。不斷上升的壓力沉重地壓在他們的心頭。甚至在任務完全完成，深紅軍刀返回軌道艦隊之前，他們中的一些成員已經感受到了之後被稱為「縈繞」（the haunting）的最初影響。戰團長希瓦圖斯·克拉農也感到越來越不安。然而在到達迪米特拉短暫的旅途中，戰團的偏執和瘋狂與日俱增。並不是深紅軍刀降落在了迪米特拉上，而是極端的狂人。出於一種本能要燒掉縈繞在他們心頭的痛苦記憶的嘗試，這些身著紅甲的星際戰士們忘記了他們所有的計劃，一心只專註一件事: 屠殺。他們用爆矢、飛行器和軌道轟炸狠狠地屠戮了星球居民。使戰團感到驚奇的是，他們腦子裡痛苦的聲音在大屠殺之後就消失了。在迪米特拉大屠殺後不久，深紅軍刀就被宣布為除名叛徒。希瓦圖斯·克拉農將深紅軍刀改名猩紅屠殺者。